# Димітріє Бриндзе
Димітріє Бриндзе (рум. Dimitrie Brândză; 10 (22) жовтня 1846, Бухарест — 3 (15) серпня 1895, Бухарест) — вчений-ботанік, який вважається засновником румунської ботаніки.

## Біографія
Народився в Бухаресті 10 (22) жовтня 1846 в сім'ї м'ясника молдавського походження Ґеорґе Бриндзе. Разом з братами Александру і Константином початкову освіту здобував вдома у поляка Володимира Ханського, який втік до Молдови внаслідок революції в Галичині.
Під впливом геолога Григоре Кобелческу Бриндзе став вивчати біологію. У 1864 вступив до Паризького університету, де відвідував лекції відомого ботаніка Ернеста-Анрі Байона, який став його близьким другом. Уже в 1866 Бриндзе отримав в Сорбонні вчений ступінь з ботаніки. У 1869 Байон назвав на честь Бриндзе монотипний рід рослин Brandzeia, що представляє флору бобових Мадагаскару. У 1879 році він був обраний титулярним членом Румунської академії.
Бриндзе був засновником Бухарестського ботанічного саду, який тепер носить його ім'я, а також Ботанічного інституту в Бухаресті і Музею природної історії під егідою Румунської академії. Член Румунської Академії.
Помер 3 (15) серпня 1895.
Бриндзе залишив великий гербарій і рукопис монографії флори Добруджі. У 1898 вона була видана С. Стефанеску. Гербарій же був повністю знищений під час Другої світової війни.

## Використання імені
Існує ряд рослин зі специфічною назвою brandzae. В тому числі; Iris brandzae, Agropyron brandzae Pantu & Solacolu. і Verbascum glabratum subsp. brandzae.
Також названа мідія з сімейства Unionidae, Potomida brandzae (Sabba S. Ștefănescu, 1896).

## Деякі наукові роботи
- Brândză, D. Vegetațiunea Romaniei. — 1880. — 84 p.
- Brândză, D. Vegetațiunea Dobrogei. — 1884. — 44 p.
- Brândză, D. Flora Dobrogei. — 1898. — 490 p.